# 新疆生产建设兵团第三师托云牧场
新疆生产建设兵团第三师托云牧场是中华人民共和国新疆生产建设兵团第三师下辖的一个牧场，与新疆维吾尔自治区图木舒克市兴边镇实行“团镇合一”的管理体制。

## 历史
1951年1月，中国人民解放军二军后勤部的托云羊场、木吉羊场、英尔羊场、阿英羊场和民族军十三师牧场合并为托云牧场，隶属中国人民解放军二军后勤部生产办公室领导。1953年3月，托云牧场更名为第三牧场，改由南疆军区生产管理处领导。1959年1月，第三牧场改由一师前进总场领导。1962年9月，第三牧场改由一师直接领导。1966年1月，由于一师叶城二牧场划归三师管理，所以第三牧场更名第二牧场。1975年，第二牧场改由克孜勒苏柯尔克孜自治州领导，更名为克州牧场。1977年1月，克州牧场改由乌恰县领导，更名为乌恰县牧场。1982年5月，乌恰县牧场改由克孜勒苏柯尔克孜自治州农垦局领导，改名为托云牧场。1984年4月，新疆生产建设兵团恢复，托云牧场划归农三师（现第三师）管理。

## 地理气候
第三师托云牧场位于喀拉昆仑山北边，天山南边，西北边与吉尔吉斯斯坦接壤，其边境线长240公里，地理位于东经74°50′—76°10′，北纬39°45′—40°40′之间，海拔高度2160到4891米，总面积78.3万亩，其中天然草场面积66万亩，人工草场0.5万亩，戈壁荒滩面积12.27万亩。托云牧场属温带干旱气候区，年平均气温7.3℃，极端最高气温34.7℃，极端最低气温-29.9℃，年平均日照时数2797.2小时，无霜期135天，年平均降水量172毫米。

## 经济人口
托云牧场政府性资产总额16420.95万元人民币，政府性债务总额1948.39万元人民币，经营性资产总额3209.26万元人民币，经营性债务0.09万元人民币。
2019年11月30日，牧场户籍人口355户1075人，常住人口366户956人，其中农牧一线职工231人，机关事业单位编制60人，在岗人员55人。2018年6月30日，学校教职人员18名。

## 政治

### 现任领导
| 机构     | · 中国共产党 · 托云牧场委员会 · 书记 | 托云牧场 场长      |
| -------- | ------------------------------------ | ------------------ |
| 姓名     | 牛明智                               | 姜雄强             |
| 民族     | 汉族                                 | 汉族               |
| 籍贯     | 安徽省太和县                         | 江苏省泰州市姜堰区 |
| 出生日期 | 1971年9月（53歲）                    | 1970年5月（54歲）  |
| 就任日期 | 2020年3月                            | 2021年7月          |

### 行政区划
新疆生产建设兵团第三师托云牧场下辖以下单位：
机关社区、一连、三连和三连。